# Генрик Ярошек
Генрік Ярошек (пол. Henryk Jaroszek; 1 жовтня 1926, Каєтанов — 14 червня 2015) — польський дипломат. Заступник міністра закордонних справ (1982—1991). Постійний представник Польщі при Організації Об'єднаних Націй у Нью-Йорку (1965—1969).

## Життєпис
Народився 1 жовтня 1926. У 1942—1944 роках знаходився у підпіллі у складі партизанських загонів селянських батальйонів на Кельці. Після війни закінчив міжнародне право в Академії політичних наук у Варшаві. У 1947—1991 рр. був співробітником дипломатичної служби Польщі, в тому числі аташе і другий секретар посольства у Великій Британії (1951—1954), перший секретар посольства в Індії (1954—1955), радник посольства у США (1955—1958), посол в Іраку (1959—1962), Постійний представник Польщі при ООН у Женеві (1965—1969), постійний Постійний представник Польщі при Організації Об'єднаних Націй у Нью-Йорку (1975—1980), заступник державного секретаря в міністерстві закордонних справ (1982—1991). Похований на військовому кладовищі Повонзки у Варшаві.